# Peponocyathus folliculus
Peponocyathus folliculus is een rifkoralensoort uit de familie van de Turbinoliidae. De wetenschappelijke naam van de soort is voor het eerst geldig gepubliceerd in 1868 door Pourtalès.